# ジェイク・シスコ
ジェイク・シスコ (Jake Sisko) は、SFテレビドラマ『スタートレック:ディープ・スペース・ナイン』に登場する人物の一人で、DS9司令官ベンジャミン・シスコの息子（演:シロック・ロフトン、日本語版での声:浪川大輔（第1～2シーズン）、石田彰（第3～5シーズン）、鈴木正和（第6～7シーズン））。

## 経歴
- 2355年：生まれる
- 2367年：ボーグ襲来により母が亡くなる
- 2369年：父とともにDS9に移り住む

## 概要
司令官として赴任することになったシスコとともにDS9にやってくる所から物語は始まる。すぐにフェレンギ人の子供のノーグと親友となり、彼とはお互いに良い影響を（傍から見れば悪い影響も）与え合いながら成長していく。素直な性格で、司令部スタッフみんなにかわいがられている。父であるシスコは、多忙な司令官という要職にあってもジェイクとの会話や食事、旅行など、息子との時間を常に大切にしていたおかげか、ジェイクは大きな反抗期を迎えることなく育っていく。ただしダボガールと付き合ったり、父親にキャシディを紹介するなど、かなりませた性格でもある。父と同じ艦隊士官にはならず、小説家を目指すようになる。駆け出しだが相当な才能を秘めている模様。ドミニオン戦争が始まると、小説家として名を上げる近道に宇宙艦隊のニュースサービスにジャーナリストとして就職し、DS9が占領された際には独断でステーションに残り、ジャーナリストとしての活動を続けた。
『スタートレック：ピカード』シーズン3にてほぼ出演が決まりかけていたが、立ち消えになった。
演ずるロフトンは思春期にあって成長が早く、身長がDS9の開始当初はノーグと同じだったが、いつの間にか最終回近くでは父ベンジャミンを抜いてDS9レギュラー最高となり、両時期を比較するとまるで別人である。

## 家族
- ベンジャミン・シスコ（父）
- ジョセフ・シスコ（祖父）
- ジェニファー・シスコ（母、死亡）
- キャシディ・イエイツ（義母）